# Томас Бикел
Томас Бикел (6. октобар 1963) бивши је швајцарски фудбалер.

## Каријера
Током каријере играо је за Цирих, Грасхопер и многе друге клубове.

## Репрезентација
За репрезентацију Швајцарске дебитовао је 1986. године, наступао и на Светском првенству 1994. године. За национални тим одиграо је 52 утакмице и постигао 5 голова.

## Статистика
| Швајцарска | Швајцарска | Швајцарска |
| Год.       | Ута.       | Гол.       |
| ---------- | ---------- | ---------- |
| 1986       | 5          | 1          |
| 1987       | 6          | 0          |
| 1988       | 5          | 0          |
| 1989       | 1          | 0          |
| 1990       | 4          | 1          |
| 1991       | 7          | 0          |
| 1992       | 5          | 1          |
| 1993       | 3          | 0          |
| 1994       | 11         | 2          |
| 1995       | 5          | 0          |
| Укупно     | 52         | 5          |